# 오즈 (드라마)
《오즈》(영어: Oz)는 1997년부터 2003년까지 방영된 드라마이다.